# テオドール・オッポルツァー

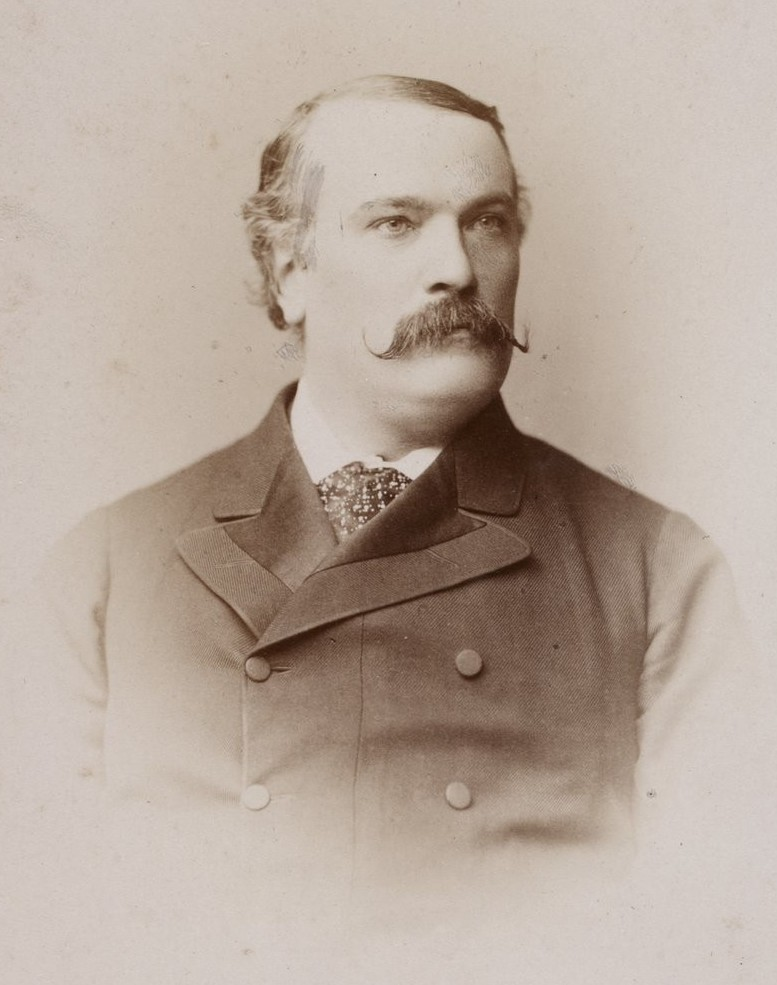
テオドール・オッポルツァー

テオドール・フォン・オッポルツァー（Theodor von Oppolzer, 1841年10月26日 – 1886年12月26日）は、チェコの天文暦学者である。天体力学の分野で活躍し、日食表として有名な『食宝典』を著したことで知られる。息子のエーゴン・フォン・オッポルツァー（Egon von Oppolzer）も天文学者である。

## 人物
医師ヨハン・リッター・フォン・オッポルツァー（Johann Ritter von Oppolzer）の息子として当時オーストリア帝国であったプラハに生まれた。ウィーン大学で医学を学び1865年に博士号を得たが、私設の天文台を所有し、1866年から天文学と測地学を教え始め、1875年には教授に任じられた。1873年にオーストリアの測地調査を指揮し、1886年には国際測地協会の会長になった。
きわめて才能のある天文学者、数学者として知られ、14000の数に対する対数値を暗記していたと言われている。1868年に日食の観測を行なった後、1887年にCanon der Finsternisse(食宝典)を著した。これは、紀元前1208年から紀元2161年までの間に起きる8000回の日食と5200回の月食を計算し、表及び図に示したもので、当時としては画期的な天文計算の業績であった。
彗星や小惑星の軌道要素などに関する300編以上の論文を発表し、2巻の彗星や小惑星の軌道に関する手引書を著し、それらは長く標準として用いられた。月の運動の理論の改良にも務めた。
小惑星(1492)オッポルツァーは彼の功績を記念して命名された他、妻の名が(237)セレスティーナ(Coelestina)に、2人の娘の名が(153)ヒルダ(Hilda)と(228)アガーテ(Agathe)に与えられている。